# VSS Enterprise
VSS Enterprise (imatrikulační číslo N339SS) byl první kosmický raketoplán třídy SpaceShipTwo (SS2), postavený firmou Scaled Composites pro Virgin Galactic. V roce 2004 bylo plánováno, že VSS Enterprise bude první z pěti komerčních suborbitálních raketoplánů třídy SS2.[potřebuje aktualizovat] Byla to také první loď od Scaled Composites třídy Model 339 SpaceShipTwo, která vznikla na základně úspěšného letounu SpaceShipOne.
VSS Enterprise byla pojmenována podle USS Enterprise z televizního seriálu Star Trek. Stejné jméno nesl i testovací raketoplán Space Shuttle od NASA a stejně pojmenováno je i několik generací letadlových lodí USS Enterprise.
SpaceShipTwo provedl první let se spuštěným motorem v dubnu 2013. Richard Branson řekl, že to „nemohlo jít víc hladce“.
VSS Enterprise byla zničena během motorického zkušebního letu 31. října 2014, jeden pilot nehodu nepřežil a druhý byl vážně zraněn. Byl to první incident, kdy při nehodě raketoplánu nezemřela celá posádka. Vyšetřování ukázalo, že nehoda byla způsobena předčasným uvolněním pojistek křídel. Ta se působením aerodynamiky i přes odpor hydrauliky sklopila. Americký národní úřad pro bezpečnost dopravy kritizoval, že návrh lodi nepočítal se systémy, které by takové chybě mohly zabránit.

## Program letových zkoušek
Původní plány Virgin Galactic v roce 2008 počítaly s tím, že zkušební lety začnou v roce 2009 a komerční lety přijdou v roce 2011. Tento plán se ale nepodařilo dodržet. První bezmotorové letové zkoušky přišly v roce 2010 a první zkušební let se spuštěným raketovým motorem až v roce 2013.
V říjnu 2009 generální ředitel společnosti Virgin Galactic, Will Whitehorn, nastínil program letových zkoušek pro SpaceShipTwo. Testovací program obsahoval sedm fází:
1. Pozemní testování letounu
2. Testování v podvěsu letadla White Knight Two
3. Bezmotorové klouzavé lety
4. Podzvukové lety s pouze krátkým zážehem raketového motoru
5. Nadzvukové atmosférické testy
6. Kompletní suborbitální let do vesmíru
7. Provedení podrobného a zdlouhavého hodnocení s FAA/AST pro prokázání robustnosti a spolehlivosti systému pro získání licence k provozování komerčních letů.[12]

Dne 22. března 2010 letoun SpaceShipTwo, VSS Enterprise, prodělal první zkušební let v podvěsu letadla White Knight Two, VMS Eve. Druhý zkušební let byl proveden 16. května 2010, bylo dosaženo výšky 15,54 kilometru, z této výšky má raketoplán startovat, a let trval téměř pět hodin, aby se usnadnilo testování systému avioniky a tlakování. Poté, „simulovaná kosmická loď“ sestoupila ze startovní výšky. Mezi těmito dvěma lety došlo k úpravě draku raketoplánu SpaceShipTwo přidáním dvou vnitřních žeber, přičemž jedno žebro bylo přidáno dovnitř každého ze dvou svislých stabilizátorů.
Dne 15. července 2010, VSS Enterprise provedl první pilotovaný let. Raketoplán zůstal připojený k VMS Eve a byly provedeny kombinované testy letounu. Let trval celkem 6 hodin a 21 minut. Druhý pilotovaný let VSS Enterprise a VMS Eve se uskutečnil 30. září 2010 a trval přibližně 5 hodin. Jedním z cílů těchto letů bylo zlepšení pilotní způsobilosti a výsledky letů měly ukázat, že systémy zvládnou budoucí mise.
Dne 10. října 2010 proběhl první pilotovaný samostatný klouzavý let VSS Enterprise. Raketoplán byl vypuštěn z VMS Eve ve výšce 13,7 kilometru a po klouzavém letu bezpečně přistál na Mojave Air and Spaceport. Druhý klouzavý zkušební let se konal 28. října 2010 a třetí 17. listopadu 2010. V prosinci 2010 zprávy uvádí, že program letových zkoušek se daří plnit nad očekávání. Čtvrtý zkušební let se konal 13. ledna 2011 a pátý a šestý let byl uskutečněn 22. respektive 27. dubna 2011. Poté byla testována návratová konfigurace při letu 4. května 2011, s dalšími lety až do konce května. Dne 9. června 2011 se SS2 nepodařilo během jedenáctého letu oddělit od White Knight Two z důvodu technické závady. Testování pokračovalo s pěti úspěšnými lety v červnu 2011.
V červenci roku 2011, po 15 úspěšných letech byly letové zkoušky na dva měsíce zastaveny a byla provedena plánovaná revize raketoplánu. Testy pokračovaly od konce září 2011, ale při 16. letu piloti na chvíli ztratili kontrolu a byly nuceni přistát v jiné konfiguraci křídla, než bylo plánováno. Po tomto testu následovala další přestávka, během které byly namontovány některé části raketového motoru. V červnu 2012 Scaled Composites obdržela od FAA povolení k provádění motorových testů v nadzvukové rychlosti. Letové zkoušky SpaceShipTwo byly obnoveny v červnu 2012.
V září 2012 Virgin Galactic oznámila, že nemotorové podzvukové testy jsou prakticky kompletní. Společnost následně uvedla svůj záměr namontovat hybridní raketový motor a řídicí systém na letoun předtím, než obnoví program letových zkoušek s nainstalovaným raketovým motorem, s cílem znovu charakterizovat klouzavý let kosmické lodi s mírně odlišným rozložením hmotnosti a aerodynamikou. V říjnu 2012 Scaled Composites nainstalovala klíčové součásti raketového motoru a SpaceShipTwo provedla první letové testy s namontovaným motorem v prosinci 2012.
První raketovým motorem poháněný letový test se konal 29. dubna 2013. SpaceShipTwo se na chvíli dostala do nadzvukové rychlosti. Richard Branson řekl, že „nemohl jít víc hladce“.
Dne 5. září 2013 byl proveden druhý motorový let SpaceShipTwo. Při něm byla překročena rychlost zvuku a bylo dosaženo rychlosti mach 1,43 a raketoplán vystoupal do výšky přes 21 km nad Mohavskou Poušť a sestoupil se sklopenými křídly. Kosmonautický novinář Doug Messier uvedl, že „z motoru vystupoval bílý dým, ne černý, který byl vidět při dubnovém letu“.
Dne 10. ledna 2014 se třetí poháněný let vyšplhal výše než předchozí lety, testoval nový povrch na ocasních plochách a další systémy.

### Seznam zkušebních letů
| Označení letu                                     | Datum              | Trvání letu            | Maximální dosažená výška | Maximální rychlost | Pilot / kopilot    |
| ------------------------------------------------- | ------------------ | ---------------------- | ------------------------ | ------------------ | ------------------ |
| ?? / PF04                                         | 31. říjen 2014     |                        |                          |                    | Siebold / Alsbury  |
| 170 / GF30                                        | 7. říjen 2014      | 10 min 30 s            |                          |                    | Siebold / Sturckow |
| 164 / CF02                                        | 28. srpen 2014     | 13 min                 |                          |                    | Siebold / Alsbury  |
| 156 / GF29                                        | 29. červenec 2014  | 12 min                 |                          |                    | Masucci / Siebold  |
| 149 / GF28                                        | 17. leden 2014     | 14 min 12 s            |                          |                    | Siebold / Sturckow |
| 147 / PF03                                        | 10. leden 2014     | 12 min 43 s            | 22 km                    | Mach 1,4           | Mackay / Stucky    |
| 141 / GF27                                        | 11. prosinec 2013. | 11 min                 | ?                        | ?                  | Stucky / Masucci   |
| 132 / PF02                                        | 5. září 2013       | 14 min                 | 21 km                    | Mach 1,43          | Stucky / Nichols   |
| 131 / GF26                                        | 8. srpen 2013      | 10 min                 | ?                        | ?                  | Stucky / Mackay    |
| 130 / GF25                                        | 25. červenec 2013  | 11 min 52 s            | ?                        | ?                  | Stucky / Mackay    |
| 115 / PF01                                        | 29. duben 2013     | 13 min                 | 17 km                    | Mach 1,22          | Stucky / Alsbury   |
| 114 / CF01                                        | 12. duben 2013     | 10 min 48 s            | ?                        | ?                  | Stucky / Alsbury   |
| 113 / GF24                                        | 3. duben 2013      | 9 min                  | ?                        | ?                  | Stucky / Nichols   |
| 109 / GF23                                        | 19. prosinec 2012  | 13 min 24 s            | ?                        | ?                  | Stucky / Alsbury   |
| 93 / GF22                                         | 11. srpen 2012     | 8 min 2 s              | ?                        | ?                  | Stucky / Binnie    |
| 92 / GF21                                         | 7. srpen 2012      | 9 min 52 s             | ?                        | ?                  | Siebold / Colmer   |
| 91 / GF20                                         | 2. srpen 2012      | 8 min                  | ?                        | ?                  | Stucky / Nichols   |
| 90 / GF19                                         | 18. červenec 2012  | 10 min 39 s            | ?                        | ?                  | Siebold / Nichols  |
| 88 / GF18                                         | 29. červen 2012    | 13 min                 | ?                        | ?                  | Stucky / Mackay    |
| 87 / GF17                                         | 26. červen 2012    | 11 min 22 s            | ?                        | ?                  | Siebold / Alsbury  |
| 73 / GF16                                         | 29. září 2011      | 7 min 15 s             | ?                        | ?                  | Stucky / Nichols   |
| 68 / GF15                                         | 27. červen 2011    | 7 min 39 s             | ?                        | ?                  | Siebold / Binnie   |
| 67 / GF14                                         | 23. červen 2011    | 7 min 33 s             | ?                        | ?                  | Stucky / Nichols   |
| 66 / GF13                                         | 21. červen 2011    | 8 min 55 s             | ?                        | ?                  | Siebold / Nichols  |
| 65 / GF12                                         | 15. červen 2011    | 10 min 32 s            | ?                        | ?                  | Stucky / Nichols   |
| 64 / GF11                                         | 14. červen 2011    | 13 min 18 s            | ?                        | ?                  | Siebold / Shane    |
| 62 / (CC12)                                       | 9. červen 2011     | --- (selhání uvolnění) | Plánován klouzavý let    | ---                | Siebold / Shane    |
| 61 / GF10                                         | 25. květen 2011    | 10 min 14 s            | Přes 15 km               | ?                  | Stucky / Binnie    |
| 60 / GF09                                         | 19. květen 2011    | 11 min 32 s            | ?                        | ?                  | Siebold / Binnie   |
| 59 / GF08                                         | 10. květen 2011    | 13 min 2 s             | ?                        | ?                  | Stucky / Shane     |
| 58 / GF07                                         | 4. květen 2011     | 11 min 5 s             | 15,7 km                  | 4700 m/min         | Siebold / Nichols  |
| 57 / GF06                                         | 27. duben 2011     | 16 min 7 s             | ?                        | ?                  | Stucky / Alsbury   |
| 56 / GF05                                         | 22. duben 2011     | 14 min 31 s            | ?                        | ?                  | Siebold / Shane    |
| 47 / GF04                                         | 13. leden 2011     | 11 min 34 s            | ?                        | 460 km/h (3,8 g)   | Stucky / Nichols   |
| 45 / GF03                                         | 17. listopad 2010  | 11 min 39 s            | ?                        | 456 km/h (3,5 g)   | Siebold / Nichols  |
| 44 / GF02                                         | 28. říjen 2010     | 10 min 51 s            | ?                        | 430 km/h (3 g)     | Stucky / Alsbury   |
| 41 / GF01                                         | 10. říjen 2010     | 13 min                 | 14 km                    | 330 km/h (2 g)     | Siebold / Alsbury  |
| GFxx = let v závěsu                               |                    |                        |                          |                    |                    |
| CCxx = raketoplán se nepodařilo uvlonit ze závěsu |                    |                        |                          |                    |                    |
| CFxx = let s vypnutým motorem                     |                    |                        |                          |                    |                    |
| PFxx = let se spuštěným motorem                   |                    |                        |                          |                    |                    |

### Nehoda

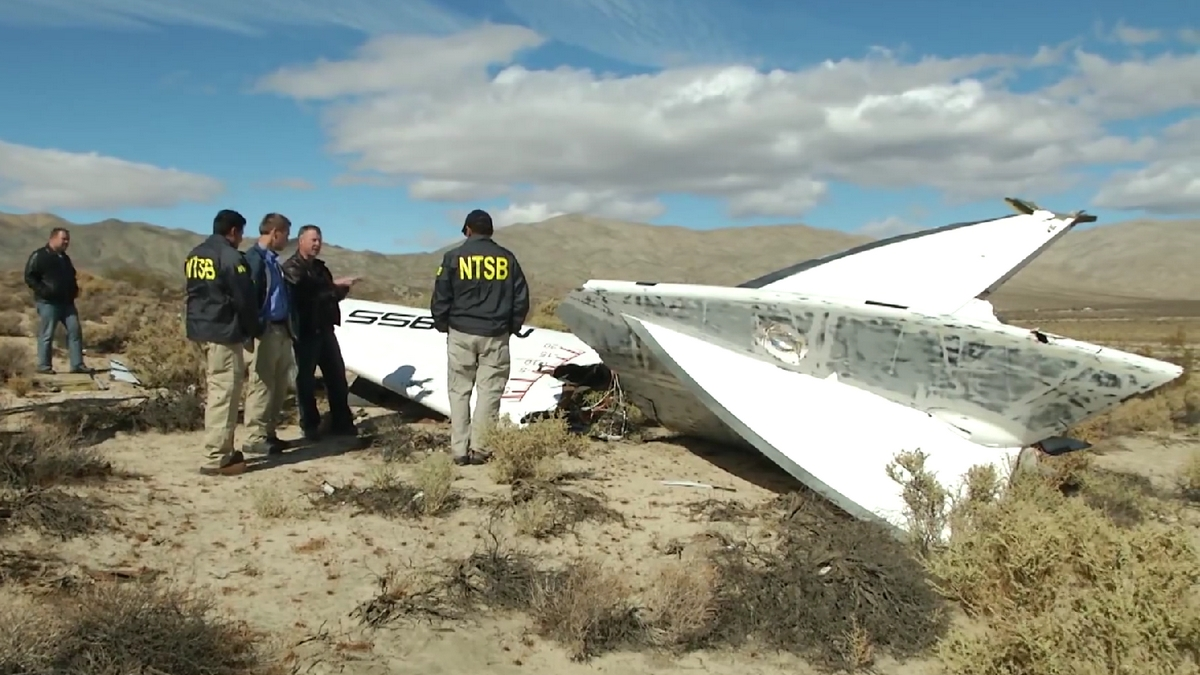
Tým NTSB kontroluje zadní části VSS Enterprise

Dne 31. října 2014 se VSS Enterprise za letu rozpadla během motorového testu nad Mohavskou pouští. Let probíhal hladce, Enterprise se odpoutala od nosiče WhiteKnightTwo a zažehla motor ve výšce 15 kilometrů. Ale asi v 60. až 90. sekundě letu se vyskytla anomálie, která měla za následek zničení lodi. Velící pilot, Peter Siebold, opustil raketoplán a bezpečně přistál na padáku, zatímco druhý pilot, Michael Alsbury, havárii nepřežil.
Národní rada pro bezpečnot dopravy provedla nezávislé vyšetřování nehody. V červenci 2015 komise vydala zprávu, která poukazovala na špatný návrh, špatný pilotní výcvik, nedostatečný federální dohled a potenciálně úzkostlivého druhého pilota bez posledních letových zkušeností jako důležité faktory při havárii. NTSB zjistila, že havárie byla výsledkem předčasného uvolnění pojistek křídla a ta se působením aerodynamiky i přes odpor hydrauliky sklopila. Nicméně, NTSB také vyčítala nedostatečná opatření, která by zamezila lidské chybě.

## Galerie

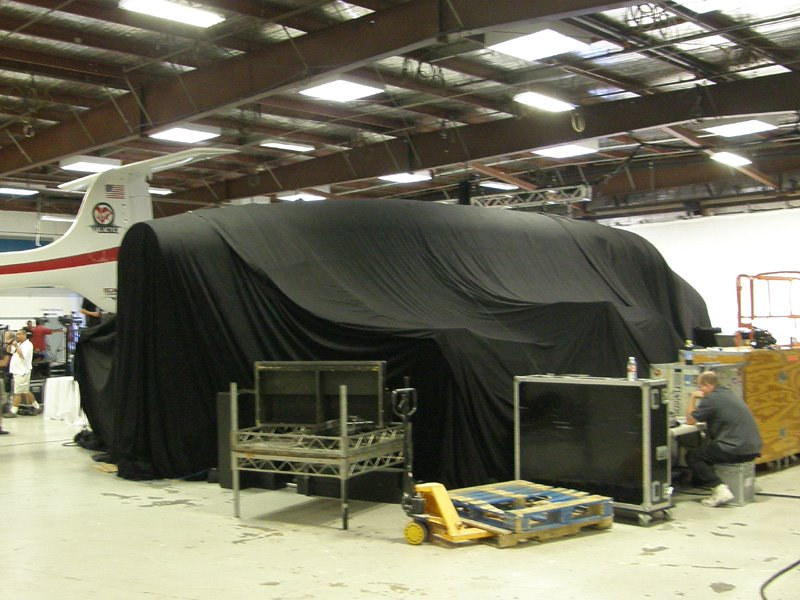
Stavba VSS Enterprise v roce 2008
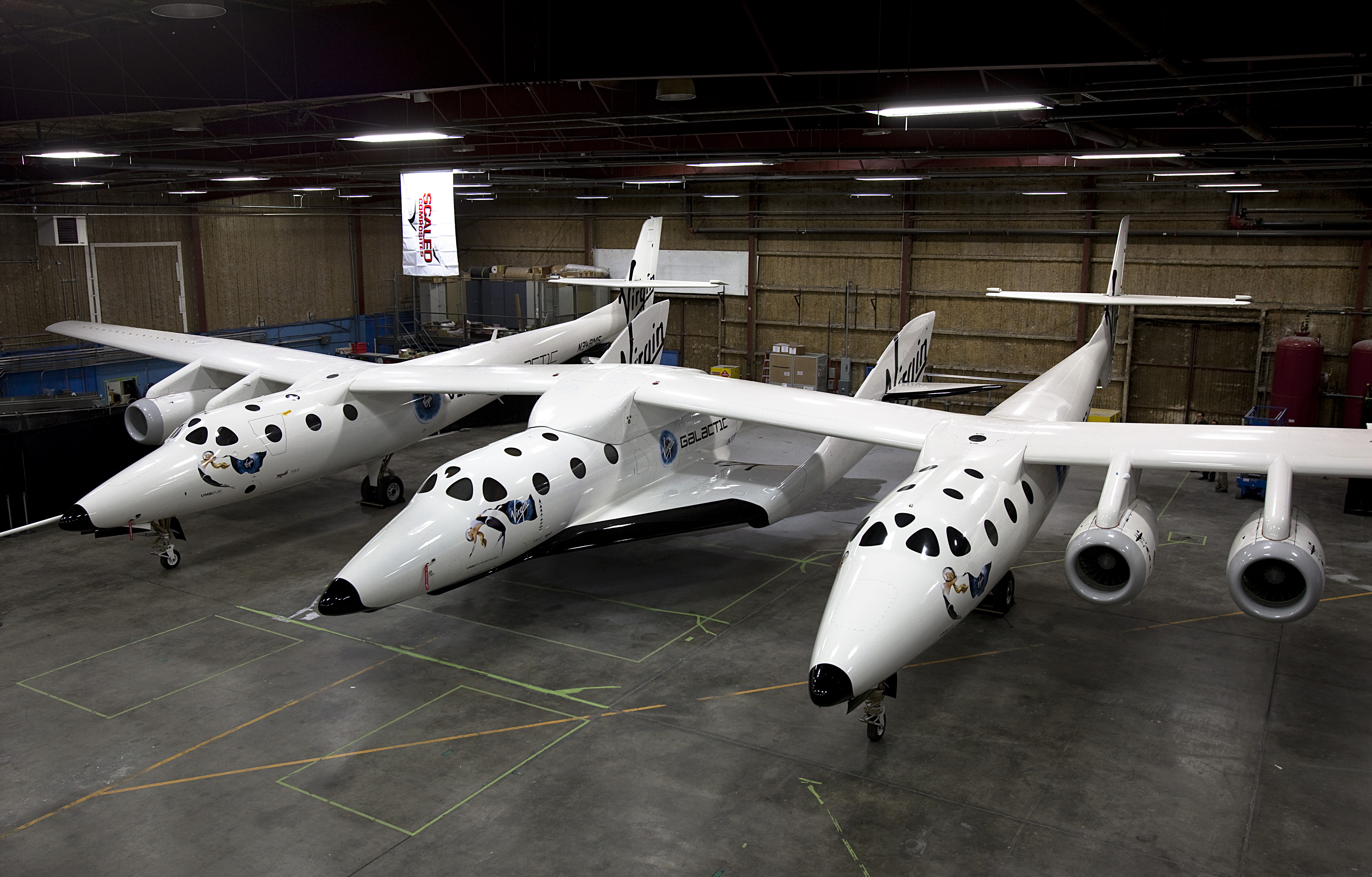
VSS Enterprise v podvěsu VMS Eve
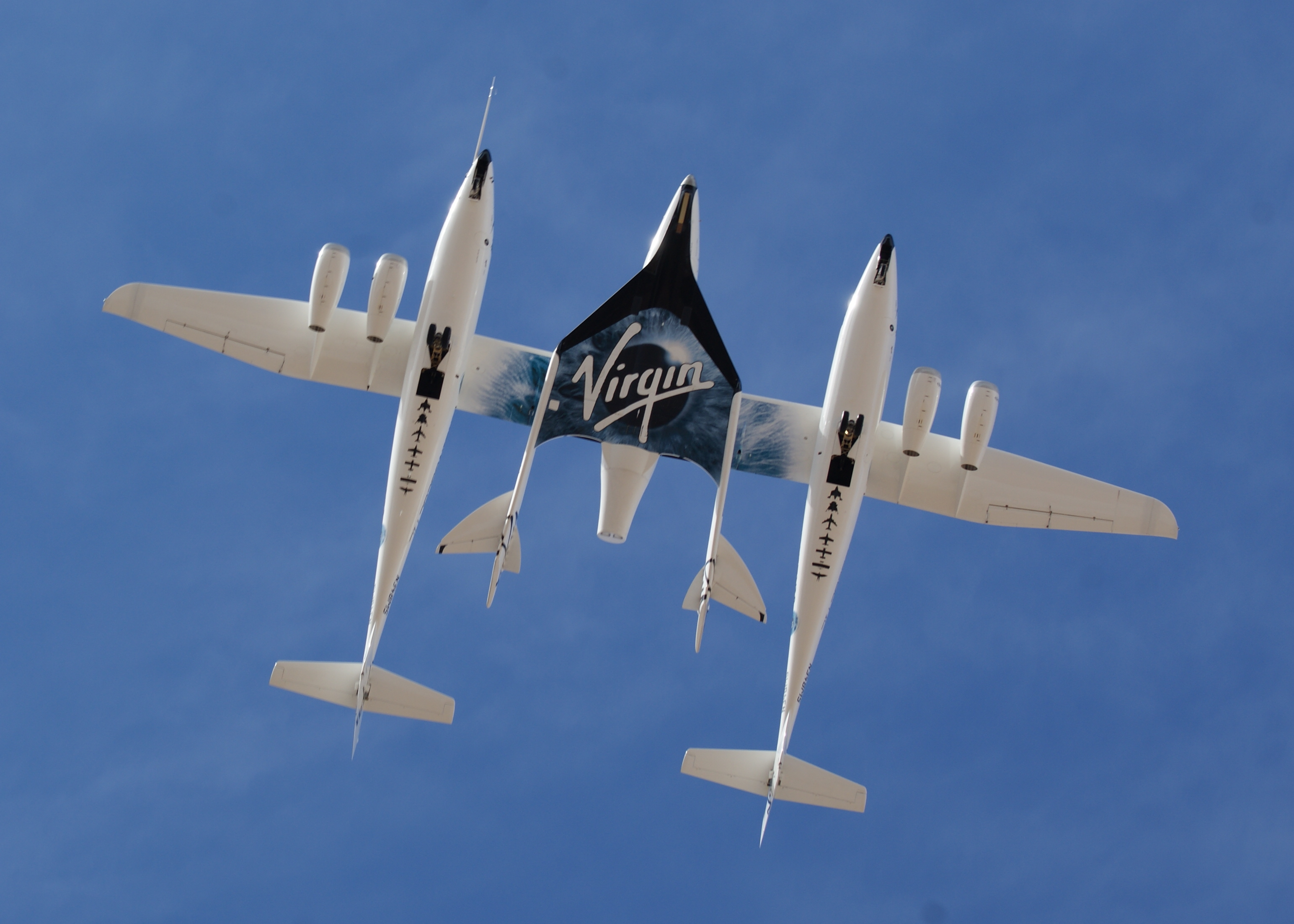
VSS Enterprise za letu v podvěsu VMS Eve